# Ron Ellis (Regisseur)
Ron Ellis (* 20. Jahrhundert) ist ein US-amerikanischer Filmregisseur, Drehbuchautor und Filmproduzent, der 1980 mit einem Oscar für seinen Kurzfilm Board and Care ausgezeichnet worden ist.

## Filmarbeiten
Backtrack ist der Titel eines Films von Ron Ellis, der 1976 veröffentlicht wurde und von einem Mann handelt, der zurückkehrt an den Ort, an dem seine Tochter lebt, die er vor mehr als acht Jahren verlassen hatte. Für seinen 1979 entstandenen Kurzfilm Board and Care über zwei geistig behinderte Menschen, die sich ineinander verlieben und eine Zukunft planen, wurde Ellis 1980 gemeinsam mit Sarah Pillsbury, mit der er den Film produzierte, mit einem Oscar in der Kategorie „Bester Kurzfilm“ (Live Action) ausgezeichnet.

## Filmografie (Auswahl)
Regie, Drehbuchautor, Produzent
- 1976: Backtrack
- 1980: Board and Care (Kurzfilm)

## Auszeichnungen
- Oscarverleihung 1980: Oscar für Sarah Pillsbury und Ron Ellis für Board and Care
- Huesca Film Festival 1980: Golden Danzante für Ron Ellis für Board and Care